# Chief Project Officer
Der Chief Project Officer (CPO) ist der Leiter des Projektmanagement-Office. Der CPO stellt eine zentrale Rolle dar in der Übereinstimmung von Strategien, der Strukturen im Unternehmen und der Unternehmenskultur.